# Dach półszczytowy

Dach półszczytowy

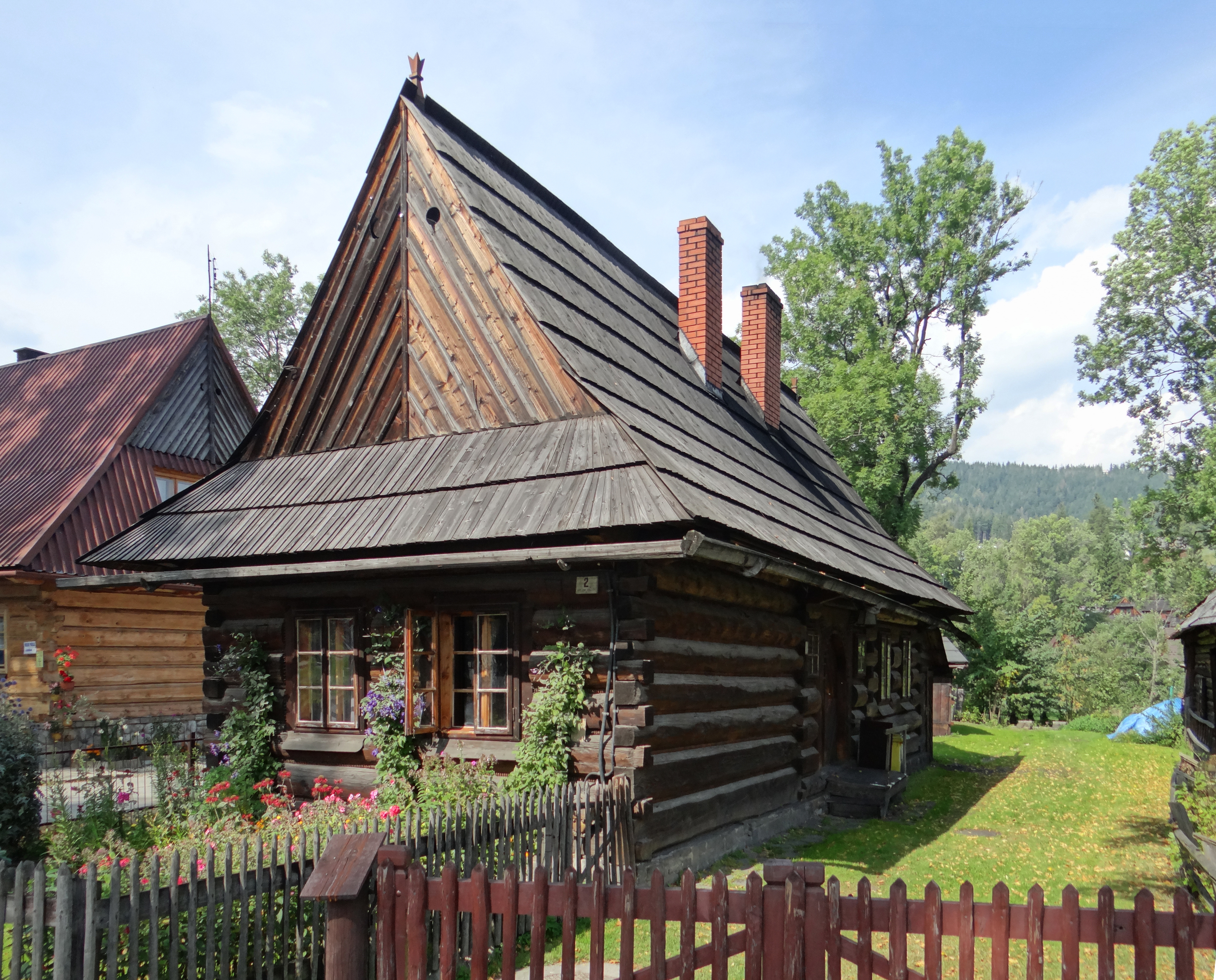
Zakopane, dom z dachem półszczytowym

Dach półszczytowy, inaczej dach przyczółkowy lub dymnikowy – odmiana dachu dwuspadowego z szerokim okapem umieszczonym w ścianie szczytowej. Znajdujący się nad okapem fragment ściany zwany jest półszczytem górnym lub przyczółkiem. Dach charakterystyczny jest dla architektury Podhala, stąd zwany jest również dachem zakopiańskim lub podhalańskim.
Dach półszczytowy uważany jest za formę przejściową między dachem czterospadowym a dwuspadowym, a jego geneza związana jest z pierwotnym umieszczaniem dymników w ścianie szczytowej budynków mieszkalnych.